# 西条市立小松小学校
西条市立小松小学校（さいじょうしりつ こまつしょうがっこう）は、愛媛県西条市にある公立小学校。

## 沿革
- 1936年（昭和11年）3月 - 新屋敷甲（現在地）に新校舎を落成し、移転[2]。
- 1941年（昭和16年）4月1日 - 国民学校令施行により、「小松国民学校」に改称[2]。
- 1947年（昭和22年）4月1日 - 学制改革により、「小松町立小松小学校」に改称[2]。
- 1952年（昭和27年）8月27日 - 西校舎が全焼する[2]。
- 1953年（昭和28年）7月 - 小松幼稚園を再併設[2]。
- 1956年（昭和31年）9月 - プールを落成[2]。
- 1968年（昭和43年）9月 - 校歌および校章（作詞：久保博子、補作：玉井忠臣、作曲：久保和馬[3]）を制定[2]。
- 1969年（昭和44年）10月 - 校旗を作成。校訓碑を建立[2]。
- 1979年（昭和54年）11月1日 - 緑の少年団を結成[2]。
- 1980年（昭和55年） - 新校舎および体育館を落成[1]。
- 1987年（昭和62年）6月9日 - 少年消防クラブを結成[2]。
- 1990年（平成2年） - 文部省より同和教育研究指定校を受ける（翌年度まで）[2]。
- 1992年（平成4年）4月 - 青少年赤十字に加入[2]。
- 1996年（平成8年）4月 - 特殊学級（情緒障害）を開設[2]。
- 1999年（平成11年）4月 - 特殊学級（知的障害）を開設[2]。
- 2000年（平成12年）4月 - 児童クラブを開設[2]。
- 2002年（平成14年）4月 - 特殊学級（肢体不自由）を開設[2]。
- 2003年（平成15年）
  - 3月 - 新プールを落成[2]。
  - 4月 - 学校評議員制度を導入[2]。
- 2004年（平成16年）11月1日 - 市町合併に伴い、「西条市立小松小学校」に改称[2]。
- 2007年（平成19年）4月 - 通級指導教室「きらり教室」、心の教室を開設[2]。
- 2011年（平成23年）10月 - 合唱コンクールの全国大会にて優良賞を受賞[2]。
- 2016年（平成28年）4月 - 特別支援学級（難聴・肢体不自由）を開設[2]。
- 2022年（令和4年）4月 - コミュニティ・スクールのモデル校となる[2]。
- 2023年（令和5年）4月 - コミュニティ・スクールの実践校となる[2]。
- 2024年（令和6年）2月 - 本校舎の長寿命化工事に伴い、仮設校舎での授業を開始[2]。

## 通学区域
- 新屋敷、南川、北川の全域
- 石鎚のうち、字湯浪、字途中の川、字戸石以外の区域
- 妙口甲のうち、1448番地から1464番地2、1605番地1、1610番地1から1610番地3、1632番地3から1632番地5を含めた区域

出典：

## 通学区域が隣接する小学校
- 西条市立石根小学校
- 西条市立周布小学校
- 西条市立吉井小学校
- 西条市立氷見小学校

出典：

## 進学先の中学校
- 西条市立小松中学校[4]